# Michael Schumacher
Michael Schumacher (biệt danh là Schumi; sinh ngày 3 tháng 1 năm 1969, tại Hürth Hermülheim, Đức) là một cựu tay đua Công thức 1 người Đức. Với thành tích từng 7 lần vô địch giải đua xe Công thức 1 thì Michael Schumacher được công nhận là một trong những tay đua vĩ đại nhất trong lịch sử giải đua xe Công thức 1 nói riêng và lịch sử các môn đua xe thể thao nói chung.  Schumacher là tay đua người Đức đầu tiên đoạt chức vô địch Công thức 1 và được cho là người đã có công giúp phổ biến môn thể thao Công thức 1 tại Đức. Trong một cuộc khảo sát người hâm mộ năm 2006 của FIA, Schumacher được bầu là tay đua nổi tiếng nhất trong làng đua Công thức 1 thời bấy giờ.
Sau khi đoạt hai chức vô địch với Benetton, Schumacher chuyển sang thi đấu cho Ferrari năm 1996 và đoạt 5 gianh hiệu liên tiếp dành cho tay đua với đội này. Schumacher nắm giữ nhiều kỷ lục trong môn Công thức 1, gồm số lượng vô địch dành cho tay đua nhiều nhất, số chiến thắng chặng nhiều nhất, vòng đua nhanh nhất nhiều nhất, giành pole nhiều nhất, điểm ghi được nhiều nhất, và nhiều chiến thắng chặng nhất trong một mùa giải. Schumacher là tay đua Công thức 1 đầu tiên và duy nhất từng đứng trên bục nhận giải trong toàn bộ cả một mùa (2002). Phong cách lái xe của anh thỉnh thoảng gây ra một số tranh cãi: anh đã hai lần liên quan tới những vụ đụng xe mang tính quyết định tới chức vô địch, đáng chú ý nhất là việc anh bị loại khỏi chức vô địch năm 1997 vì gây ra một vụ va chạm với Jacques Villeneuve. Ngày 10 tháng 9 năm 2006, Schumacher thông báo giã từ đường đua. Schumacher hiện là trợ lý cho CEO Jean Todt của đội đua Scuderia Ferrari trong Mùa giải Công thức 1 năm 2007.
Ngoài đường đua, Schumacher là đại sứ cho UNESCO và là người phát ngôn cho lái xe an toàn. Trong suốt cuộc đời, anh đã tham gia vào nhiều dự án nhân đạo. Schumacher là anh trai của tay đua công thức 1 đội đua Toyota Ralf Schumacher.
Cuối năm 2013, Michael Schumacher gặp tai nạn khi chơi trượt tuyết, bị chấn thương não bộ. Cho đến thời điểm hiện tại (tháng 6 năm 2024) thì Schumacher vẫn đang được điều trị tại nhà.

## Những năm đầu tiên

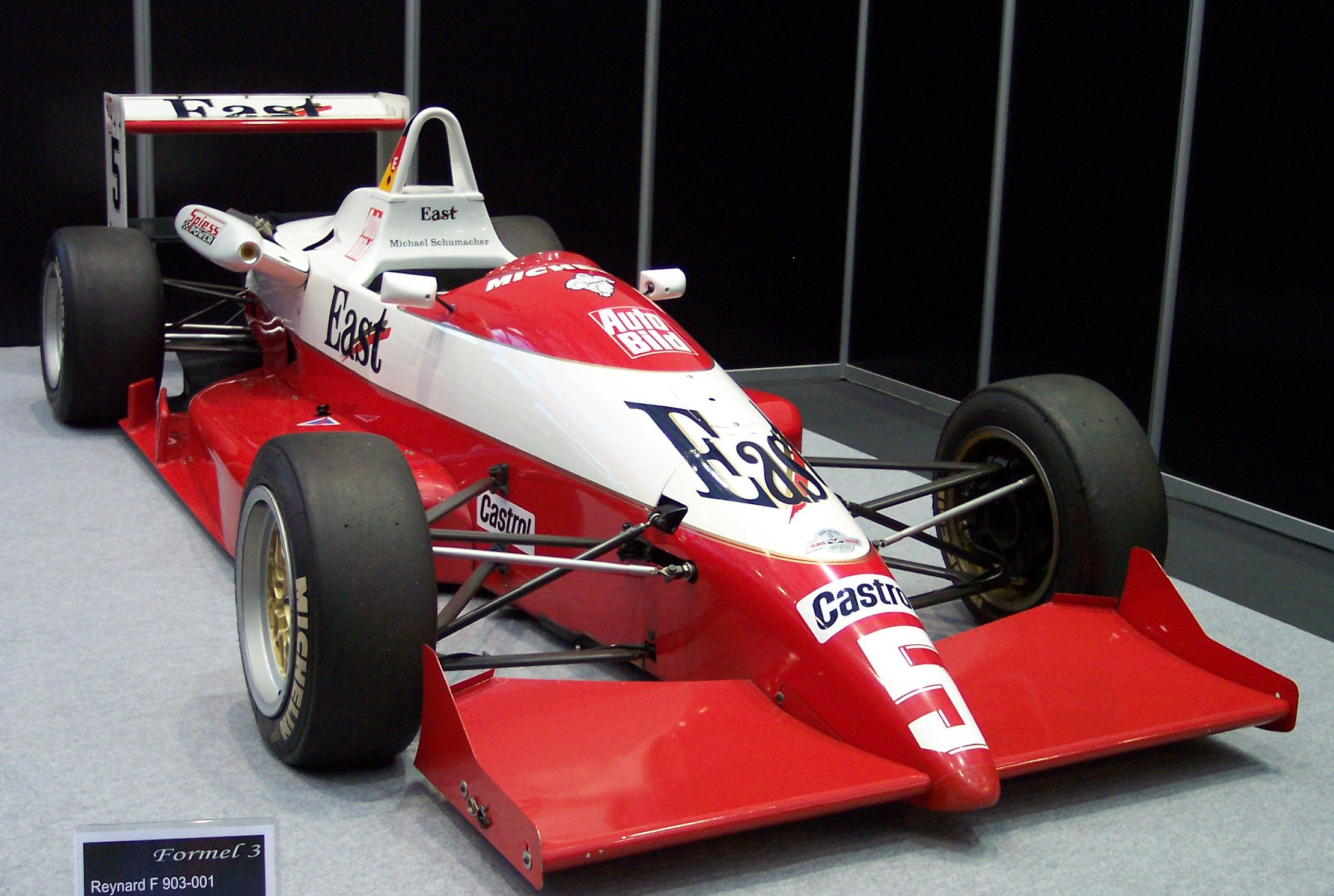
Chiếc xe đua Công thức 3 mang lại chiến thắng tại Đức cho Schumacher năm 1990.

Schumacher sinh tại Hürth Hermülheim, là con trai của Rolf, một thợ xây, và Elisabeth. Khi Schumacher lên bốn, cha anh đã sửa chiếc xe đạp đua của con trai và lắp thêm cho nó một động cơ nhỏ. Sau khi cậu bé Schumacher lao vào một chiếc cột đèn ở Kerpen, cha mẹ cậu đưa cậu tới đường đua nhỏ tại Kerpen-Horrem nơi cậu trở thành thành viên nhỏ tuổi nhất của câu lạc bộ này. Cha cậu nhanh chóng chế tạo cho con trai một chiếc xe đua thực sự từ những mảnh phụ tùng hỏng và khi lên sáu Schumacher giành được chức vô địch đầu tiên của câu lạc bộ. Để hỗ trợ cho việc đua xe của con trai, Rolf Schumacher nhận làm thêm việc cho thuê và sửa chữa xe đua nhỏ tại câu lạc bộ, trong khi bà vợ ông làm việc tại căng tin ở đó. Dù có khoản thu nhập thêm này, khi Schumacher cần một động cơ mới với giá lên tới 800 DM (400 €) cha mẹ anh vẫn không thể có nổi, nhưng Schumacher vẫn có thể tiếp tục đua nhờ sự hỗ trợ của các doanh nghiệp địa phương.
Tại Đức các quy định đòi hỏi tay đua phải ít nhất 14 tuổi trở lên để được cấp bằng lái xe đua nhỏ. Để tránh quy định này, Schumacher đã lấy bằng lái ở Luxembourg năm 1981, khi 12 tuổi. Năm 1983 anh nhận được bằng lái của Đức và năm sau đó giành chức vô địch xe đua hạng nhỏ cho thiếu niên.
Từ năm 1984, Schumacher đã giành nhiều chức vô địch xe đua hạng nhỏ tại Đức và Châu Âu. Anh gia nhập đội Eurokart của Adolf Neubert năm 1985. Tới năm 1987 anh đã là nhà vô địch xe đua hạng nhỏ của Đức và châu Âu, rút khỏi trường và bắt đầu làm việc như một thợ máy. Năm 1988 Schumacher hoàn thành bước đầu tiên để trở thành tay đua đơn khi tham gia loạt đua Formula Ford và Formula König tại Đức, anh đã giành chiến thắng tại Formular König.
Năm 1989 Michael ký hợp đồng với đội WTS Công thức 3 của Willi Weber. Trong hai năm sau, nhờ sự tài trợ của Weber, anh đã tham gia thi đấu tại các cuộc đua Công thức 3 tại Đức, giành danh hiệu năm 1990. Tới cuối năm 1990, cùng với các đối thủ ở giải đua Công thức 3 là Heinz-Harald Frentzen và Karl Wendlinger, anh gia nhập chương trình tay đua trẻ của Mercedes trong giải World Sports-Prototype Championship. Đây là một hành động khá kỳ lạ với một tay đua trẻ: đa số các tay đua cùng thời với Schumacher sẽ lựa chọn tham gia Formula 3000 trước khi đến với Công thức 1. Tuy nhiên, Weber khuyên Schumacher rằng việc xuất hiện tại các cuộc họp báo chuyên nghiệp và điều khiển những chiếc xe mạnh mẽ trên các cuộc đua đường dài rất có ích cho sự nghiệp của anh. Anh đã giành chiến thắng ở chặng đua cuối cùng mùa giải tại Trường đua Anh em Rodríguez với một chiếc Sauber-Mercedes C11 và đứng thứ 5 xếp hạng tay đua chung cuộc. Anh tiếp tục thi đấu cho đội trong mùa giải 1991, lại chiến thắng ở chặng đua cuối cùng của mùa ở Autopolis tại Nhật Bản với một chiếc Sauber-Mercedes-Benz C291, và đứng thứ 9 xếp hạng tay đua chung cuộc. Năm 1991 anh tham gia một chặng trong cuộc đua Formula 3000 Nhật Bản, về đích thứ 2.

## Tay đua Công thức 1
Trong suốt cuộc đời nghề nghiệp, Schumacher nổi tiếng là người có khả năng thực hiện những vòng đua nhanh nhất ở thời điểm cần thiết trong cuộc đua, bắt chiếc xe của mình phải hoạt động ở mức công suất lớn nhất. Tác gia về môn thể thao tốc độ Christopher Hilton đã viết hồi năm 2003 rằng "Một thước đo về khả năng của tay đua là màn trình diễn của anh ta trên đường đua ẩm ướt, bởi nó đòi hỏi trình độ điều khiển tinh vi và nhạy cảm nhất," và lưu ý rằng giống như những tay đua vĩ đại khác, thành tích của Schumacher tại những đường đua ẩm cho thấy anh hiếm khi phạm lỗi: tới cuối mùa giải năm 2003, Schumacher đã chiến thắng 17 trong số 30 cuộc đua trong tình trạng ẩm ướt mà anh từng tham dự. Một số lần trình diễn tuyệt vời nhất của Schumacher đã được thực hiện trong tình trạng thời tiết như vậy, khiến anh nhận được danh hiệu "Regenkönig" (vua trời mưa) or "Regenmeister" (rain master).
 Anh cũng được gọi là "the Red Baron", vì chiếc Ferrari đỏ của mình và cũng đề cập tới Manfred von Richthofen, phi công thượng hạng người Đức hồi Thế chiến I. Các tên hiệu khác của Schumacher còn gồm "Schumi", "Schuey" và "Schu".
Schumacher thường được coi là người có công quảng bá môn đua Công thức 1 tại Đức, nơi trước kia được coi là một môn không mấy nổi tiếng. Năm 2006, ba trong số 10 tay đua hàng đầu là người Đức, hơn bất kỳ một quốc gia nào khác từng có mặt trong lịch sử Công thức 1. Những tay lái trẻ người Đức, như Sebastian Vettel, cho rằng Schumacher là nhân tố quyết định khiến họ trở thành những tay đua Công thức 1.
Những năm cuối sự nghiệp đua xe Công thức 1, với tư cách một trong những tay đua hàng đầu, Schumacher là chủ tịch Grand Prix Drivers' Association.

### Khởi đầu

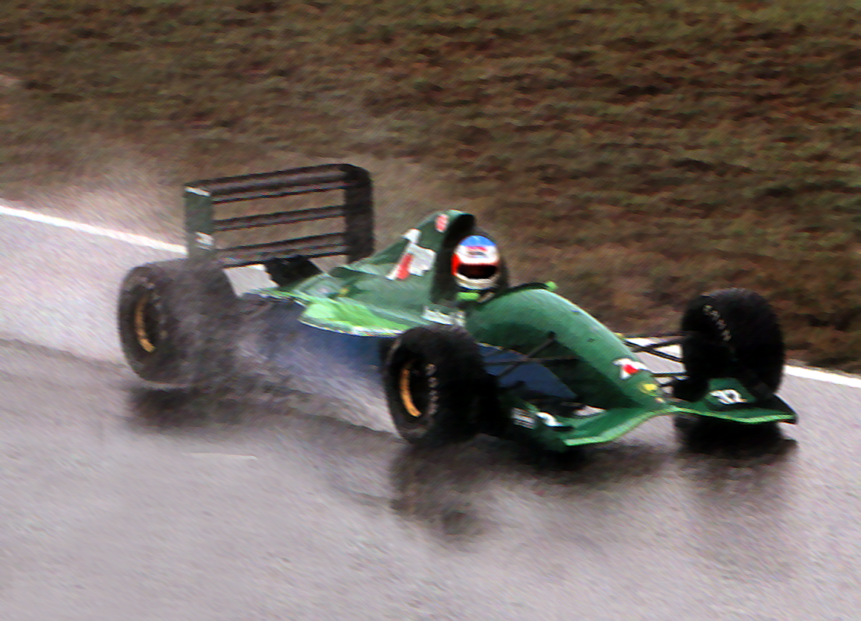
Schumacher lái thử chiếc Jordan 191.

Schumacher bắt đầu sự nghiệp đua xe Công thức 1 với đội đua Jordan-Ford tại Grand Prix Bỉ năm 1991 với tư cách tay lái thay thế cho Bertrand Gachot đã bị bỏ tù. Schumacher, khi ấy vẫn là tay đua có hợp đồng với Mercedes, đã được Eddie Jordan tuyển mộ sau khi Mercedes trả cho Jordan $150,000 cho sự khởi đầu của anh. Tuần lễ trước cuộc đua, Schumacher đã gây ấn tượng với nhà thiết kế của Jordan là Gary Anderson và người quản lý Trevor Foster trong một lần lái thử tại đường đua Silverstone. Người quản lý của anh Willi Weber đã đảm bảo với Jordan rằng dù Schumacher chỉ mới hiện diện với tư cách khán giả tại cuộc đua Spa nhưng anh ta biết rõ nó. Trong cuộc đua cuối tuần, đồng nghiệp Andrea de Cesaris giới thiệu đường đua với Schumacher cản trở các cuộc đàm phán hợp đồng. Schumacher vì thế phải tự mình khảo sát đường đua, bằng một chiếc xe đạp anh mang theo. Anh đã gây ấn tượng với mọi người khi đứng thứ 7 ở vòng đua phân hạng, lần cạnh tranh đầu tiên trong sự nghiệp Công thức 1 của mình. Đây là vị trí tốt nhất trong mùa giải của đội, và đánh bại tay đua đồng nghiệp với 11 năm kinh nghiệm Cesaris. Nhà báo thể thao Joe Saward đã thông báo rằng sau cuộc đua phân hạng "rất nhiều nhà báo Đức đã nói về 'tài năng lớn nhất từ thời Stefan Bellof'." Schumacher phải bỏ cuộc ở ngay vòng đầu tiên trong cuộc đua vì các vấn đề với bộ ly hợp.

### Những năm tại Benetton
Sau sự khởi đầu của anh, và dù Jordan đã ký một thoả thuận nguyên tắc với Mercedes là nhà quản lý của Schumacher cho đến hết mùa giải, Schumacher vẫn được Benetton-Ford ký hợp đồng cho chặng đua tiếp theo. Jordan yêu cầu toà án tại Anh Quốc đưa ra phán quyết ngăn cản Schumacher thi đấu cho Benetton, nhưng đã thua cuộc bởi họ vẫn chưa ký kết một hợp đồng. Schumacher kết thúc mùa giải 1991 với bốn điểm sau sáu chặng đấu. Thành tích tốt nhất của anh là vị trí thứ năm tại Italia Grand Prix, nơi anh đã vượt qua đồng đội và là người từng ba lần Vô địch Thế giới Nelson Piquet.
Khởi đầu Mùa giải Công thức 1 năm 1992 đội Sauber, với kế hoạch tham gia giải Công thức 1 với sự hỗ trợ của Mercedes trong năm sau đó, viện dẫn một điều khoản trong bản hợp đồng của Schumacher nói rằng nếu Mercedes tham gia Công thức 1, Schumacher sẽ thi đấu cho họ. Cuối cùng các bên đồng thuận rằng Schumacher sẽ ở lại Benetton, Peter Sauber bình luận "Michael không muốn thi đấu cho chúng tôi. Tại sao chúng tôi lại cưỡng ép anh ta?". Mùa giải này diễn ra với sự thống trị của các tay đua đội là Nigel Mansell và Riccardo Patrese, sử dụng các động cơ mạnh mẽ của Renault, hộp số bán tự động và hệ thống treo chủ động để điều khiển chiều cao chiếc xe trên đường. Với chiếc Benetton B192 'quy ước' Schumacher lần đầu tiên giành podium, sau khi về thứ ba trong Grand Prix Mexico năm 1992. Anh lần đầu tiên giành thắng lợi tại Grand Prix Bỉ năm 1992, trong một cuộc đua dưới trời mưa tại đường đua Spa-Francorchamps, đường đua sẽ được anh gọi hồi năm 2003 là "tất nhiên là đường đua yêu thích của tôi". Anh đứng thứ ba ở bảng xếp hạng cá nhân năm 1992 với 53 điểm, kém ba điểm so với người về nhì là Patrese.
Mùa giải năm 1993 vẫn là sự thống trị của hai tay đua Williams-Renaults là Damon Hill và Alain Prost. Benetton đưa vào sử dụng hệ thống treo chủ động và kiểm soát trượt của riêng mình ngay từ đầu mùa, đội đua có triển vọng cuối cùng làm điều này. Schumacher kết hợp với Riccardo Patrese trong mùa giải Công thức 1 cuối cùng của Patrese. Schumacher giành một chiến thắng chặng, Grand Prix Bồ Đào Nha và chín lần được đứng trên bục chiến thắng, nhưng chỉ đứng thứ bảy trong 15 chặng đua khác. Anh kết thúc mùa giải ở vị trí thứ tư cá nhân, với 52 điểm.

#### 1994–1995: Hai danh hiệu vô địch thế giới

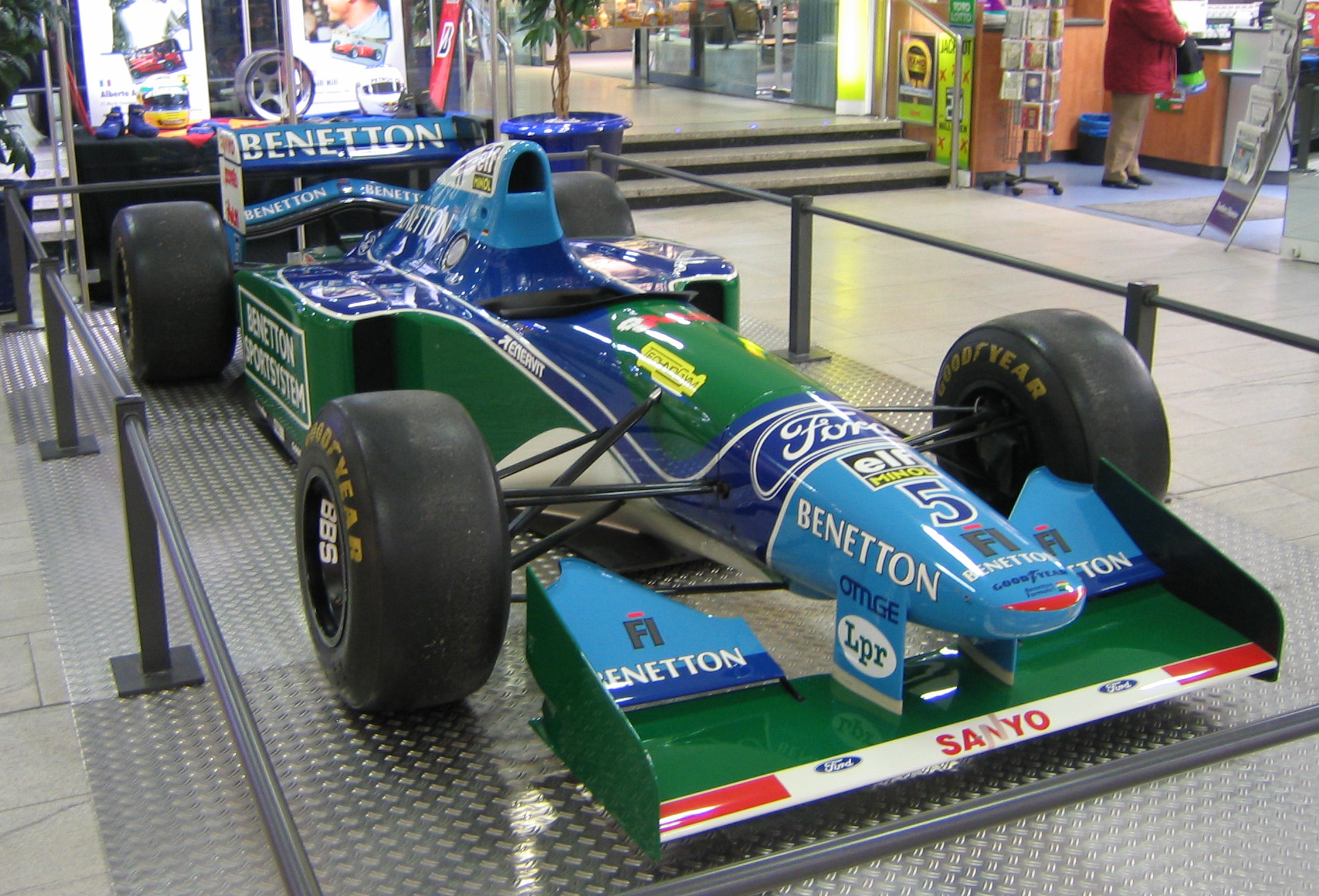
Schumacher lái chiếc Benetton B194

Năm 1994, Schumacher lần đầu tiên giành chức Vô địch cá nhân. Tuy nhiên, mùa giải này đã bị ảnh hưởng bởi những cái chết của Ayrton Senna và Roland Ratzenberger trong cuộc đua thứ ba, San Marino Grand Prix tại Imola cũng như các cáo buộc gian lận.
Schumacher giành chiến thắng sáu trong số bảy chặng đua đầu tiên. Anh đã dẫn đầu tại Grand Prix Tây Ban Nha, vòng đua thứ năm, trước khi gặp phải trục trặc ở hộp số khiến xe bị kẹt ở số 5 trong 42 vòng liền. Schumacher kết thúc cuộc đua ở vị trí thứ hai, sau Hill. Sau San Marino Grand Prix, các đội đua Benetton, Ferrari và McLaren bị điều tra vì cáo buộc không tuân thủ lệnh cấm sử dụng thiết bị hỗ trợ điện tử của FIA (Liên đoàn Ô tô quốc tế). Ban đầu Benetton và McLaren từ chối trao mã nguồn của họ phục vụ cuộc điều tra. Khi họ buộc phải tuân thủ, FIA phát hiện ra những chức năng ẩn trong phần mềm của cả hai đội, nhưng không có bằng chứng nào cho thấy chúng đã được sử dụng trong các cuộc đua. Cả hai đội bị phạt $100,000 vì đã từ chối hợp tác lúc ban đầu. Tại Grand Prix Anh, Schumacher bị phạt vì vượt xe ở vòng đua xếp vị trí. Sau đó anh không tuân thủ lệnh phạt và bị phất cờ đen, buộc tay đua ngay lập tức phải quay trở về pits, vì thế anh không được xếp hạng và bị cấm tham gia hai cuộc đua sau đó. Benetton cho rằng việc này xảy ra do lỗi trong liên lạc radio giữa các thành viên trong đội. Schumacher cũng bị loại không được xếp hạng sau khi giành chiến thắng tại Grand Prix Bỉ vì người ta tìm thấy trên chiếc xe của anh bị hư hỏng bất hợp lệ trên skidblock, một biện pháp được áp dụng sau những vụ tai nạn ở Imola nhằm hạn chế downforce và tốc độ ở khúc quặt. Benetton đã chứng minh rằng skidblock bị hư hại khi Schumacher trượt trên lề đường, nhưng FIA không chấp nhận kháng cáo của họ. Những vụ việc đó giúp Damon Hill rút ngắn khoảng cách điểm số. Trước chặng cuối cùng tại Australia, Schumacher chỉ còn dẫn một điểm, anh đã mắc lỗi và trượt khỏi đường đua. Sau khi trở lại, anh va chạm với Hill và phải bỏ cuộc. Ngoài ra, những hư hỏng trên chiếc xe của Hill cũng buộc tay đua này phải bỏ cuộc. Nhờ thế, anh trở thành người Đức đầu tiên giành chức Vô địch Công thức 1 Thế giới.
Mùa giải năm 1995 Schumacher bảo vệ thành công chức vô địch của mình với Benetton. Khi ấy anh cũng lái những chiếc xe dùng động cơ Renault như đội Williams. Anh vượt hơn người về nhì là Damon Hill 33 điểm. Với người đồng đội Johnny Herbert, anh giúp Benetton lần đầu tiên giành chức Vô địch dành cho đội đua và trở thành nhà vô địch thế giới môn Công thức 1 hai lần liền trẻ nhất trong lịch sử. Trong những chặng đua khi Schmacher không thể hoàn thành vì những lỗi kỹ thuật hay tai nạn, Herbert đảm nhận vai trò giành chiến thắng cho Benetton. Ở một trong những chặng đua đầu tiên trong mùa giải, Herbert đã có thành tích fastest lap tốt hơn Schumacher ở cuộc đua phân hạng. Sau đó Herbert đã nói rằng anh bị cấm tiếp cận các thông số kỹ thuật của Schumacher.
Mùa giải này lại bị ảnh hưởng bởi nhiều vụ va chạm với Hill, đặc biệt một lần vượt xe của Hill khiến cả hai bị loại khỏi Grand Prix Anh lúc khởi đầu cuộc đua. Schumacher giành chiến thắng tại 9 trong số 17 cuộc đua, và 11 lần được đứng trên bục chiến thắng. Chỉ một lần anh xếp hạng dưới thứ tư phân hạng, tại Grand Prix Bỉ năm 1995, với vị trí 16, nhưng vẫn giành chiến thắng. Sau khi Schumacher rời Benetton, đội này chỉ thắng được một chặng đua và đã bị Renault thôn tính năm 2000.

### Với Ferrari
Năm 1996, Schumacher gia nhập Ferrari, đội lần cuối đoạt chức Vô địch cá nhân tay đua với Jody Scheckter ở mùa giải 1979. Anh rời Benetton một năm trước khi hết hạn hợp đồng; sau này anh đã chỉ ra các hành động gây thiệt hại của đội đua hồi năm 1994 là nguyên nhân dẫn tới việc phá vỡ hợp đồng. Ở thời điểm năm 1996, Ferrari bị coi là đội có kỹ thuật và nhân sự kém hơn so với các đội hàng đầu như Benetton và Williams. Từ lần giành chiến thắng cuối cùng, nhiều tay đua của Ferrari, đáng chú ý nhất là Alain Prost, đã gọi chiếc xe đua của mình với những cái tên "xe tải", "con lợn", và "xe chờ tai nạn". Trình độ kém cỏi của đội ngũ nhân viên kỹ thuật Ferrari trên đường pit thường bị đem ra làm truyện cười.
Schumacher, cùng với Ross Brawn, Rory Byrne và Jean Todt, được cho là những người góp công khiến đội đua này trở thành đội ngũ thành công nhất trong lịch sử Công thức 1. Tay đua ba lần vô địch thế giới Jackie Stewart tin rằng việc chuyển sang thi đấu cho đội Ferrari là thành công lớn nhất của Schumacher. Eddie Irvine cũng gia nhập đội, từ Jordan.

#### 1996–1999

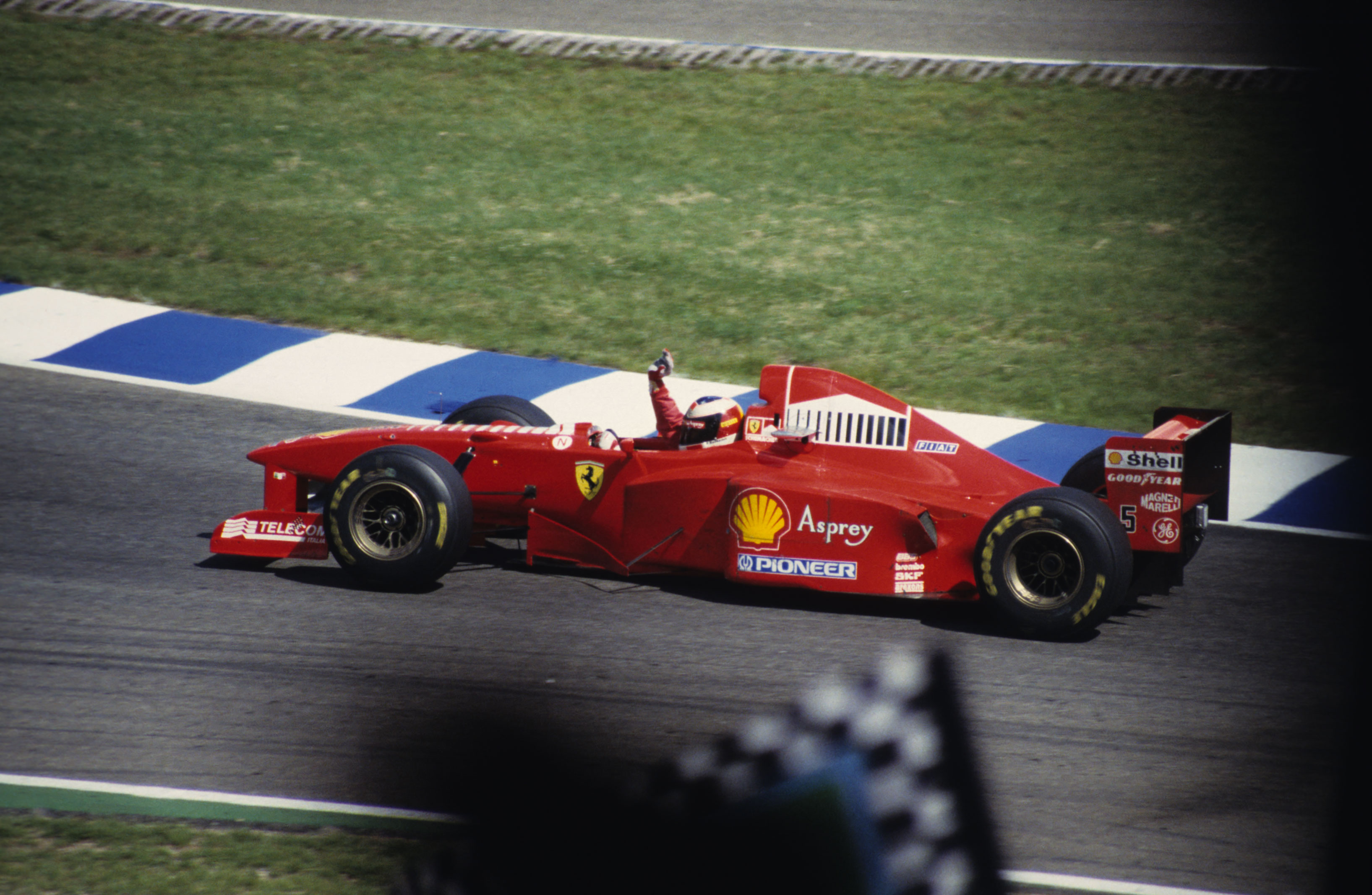
Schumacher mừng vị trí thứ hai tại Grand Prix Đức năm 1997.

Năm 1996 Schumacher xếp hạng thứ ba chung cuộc cá nhân. Anh giành chiến thắng ba chặng, hơn tổng số thắng lợi của toàn đội trong giai đoạn 1991 tới 1995. Chiến thắng đầu tiên diễn ra tại Grand Prix Tây Ban Nha. Tuy nhiên, đội đua thực sự gặp vấn đề: Schumacher đã không về tới đích ở 6 trong số 16 chặng đua. Tại Grand Prix Pháp năm 1996 Schumacher giành pole, nhưng vì trục trặc động cơ ở vòng đua xếp đội hình.
Michael Schumacher và Jacques Villeneuve được coi là những ứng cử viên cho chức vô địch năm 1997. Villeneuve, với chiếc Williams FW19 siêu hạng, dẫn đầu bảng xếp hạng trong nửa đầu mùa giải. Tuy nhiên, tới giai đoạn giữa, Schumacher đã vượt lên, chiến thắng năm chặng, và bước vào Grand Prix cuối cùng của năm với một điểm dẫn trước. Trong cuộc đua, được tổ chức tại Jerez, Schumacher và Villeneuve đã va chạm với nhau khi Villeneuve vượt lên đối thủ. Schumacher phải bỏ cuộc và Villeneuve giành bốn điểm đủ để lên ngôi vô địch. Schumacher bị phán xử là người có lỗi trong vụ tai nạn và bị loại khỏi Bảng xếp hạng tay đua.

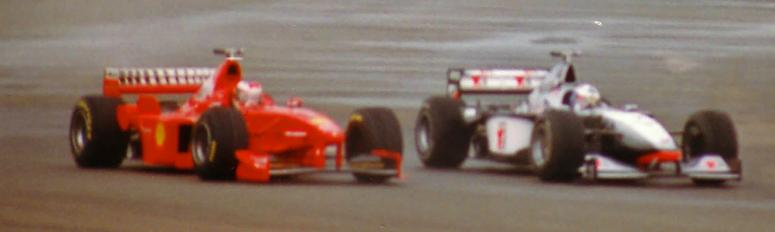
Schumacher cạnh tranh với David Coulthard tại Grand Prix Anh năm 1998.

Năm 1998, tay đua người Phần Lan Mika Häkkinen trở thành một trong những đối thủ nguy hiểm nhất của Schumacher. Häkkinen chiến thắng ở hai cuộc đua đầu tiên mùa giải, có được 16 điểm dẫn trước Schumacher. Nhưng tới cuộc đua thứ 14 trong tổng số 16 cuộc đua, Schumacher đã san bằng cách biệt với 80 điểm, với sáu chiến thắng. Tại Grand Prix Anh Schumacher vẫn dẫn đầu ở vòng đua cuối cùng khi anh phải vào pit, vượt qua đường xuất phát kết thúc và dừng lại 10 giây vì bị phạt. Có một số nghi ngờ về việc liệu đây được tính là hành động phạt, nhưng gió đổi chiều. Với sự cải thiện nhanh chóng của Ferrari ở nửa sau mùa giải, Schumacher giành sáu chiến thắng với năm lần vô địch. Ferrari giành chiến thắng 1-2 tại Italia Grand Prix, khiến Schumacher và Häkkinen cùng dẫn đầu trong cuộc đua giành chức vô địch cá nhân, nhưng Häkkinen đã chiến thắng sau khi giành hai chiến thắng cuối cùng.
Những nỗ lực của Schumacher đã giúp Ferrari giành danh hiệu vô địch cho đội đua năm 1999. Anh bỏ lỡ cơ hội giành chiến thắng cá nhân tại Grand Prix Anh: Tại góc cua tốc độ cao Stowe Corner, bánh sau xe anh bị hỏng, khiến xe trượt khỏi đường đua và anh bị gãy chân. Trong thời gian vắng mặt, anh được thay thế bởi tay đua Phần Lan Mika Salo. Sau khi bỏ lỡ sáu cuộc đua, anh quay trở lại tại đường đua Malaysia vừa được khai trương, giành pole với cách biệt lên tới gần một giây. Sau đó anh giữ vai trò tay đua số hai, hỗ trợ cho đồng đội Eddie Irvine trong cuộc đua giành chức vô địch cá nhân cho đội Ferrari. Ở cuộc đua cuối cùng của mùa giải, Grand Prix Nhật Bản, Häkkinen giành danh hiệu thứ hai liên tiếp. Sau này Schumacher nói rằng Häkkinen là đối thủ anh tôn trọng nhất.

#### 2000–2004: Những năm giành Vô địch thế giới

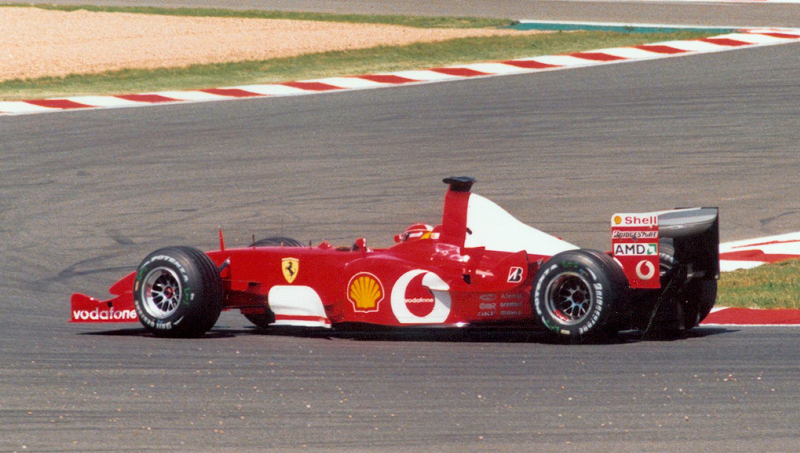
Schumacher lái chiếc Ferrari F2002 tại Grand Prix Pháp năm 2002, cuộc đua giúp anh giành chức Vô địch cá nhân năm.

Schumacher giành chức Vô địch cá nhân lần thứ ba năm 2000 sau một cuộc chiến dài với Häkkinen. Schumacher giành chiến thắng ba chặng đầu tiên mùa giải và năm trong số tám chặng đầu. Giai đoạn giữa, cơ hội chiến thắng của anh giảm khá nhiều với lần liên tiếp không về tới đích,  giúp Häkkinen thu hẹp khoảng cách. Häkkinen sau đó có được hai chiến thắng liên tiếp, trước khi Schumacher giành thắng lợi tại Grand Prix Italia. Ở cuộc họp báo tại chặng đua cuối cùng, sau khi đã cân bằng số lượng chiến thắng (41) với thần tượng của mình là Ayrton Senna, Schumacher đã khóc. Chức vô địch chỉ được quyết định ở chặng đua cuối cùng mùa giải, tại Grand Prix Nhật Bản. Xuất phát từ vị trí pole, Schumacher dẫn đầu, nhưng nhanh chóng mất nó vào tay Häkkinen. Tuy nhiên, sau lần vào pit stop thứ hai, Schumacher trở lại phía trước Häkkinen, chiến thắng và giành chức vô địch.
Mùa giải 2001, Schumacher giành chức Vô địch cá nhân lần thứ tư. Bốn tay đua khác cũng giành các chiến thắng chặng, nhưng không ai có thể là đối thủ của anh trong cuộc đua giành chức Vô địch cá nhân suốt toàn mùa. Schumacher lập kỷ lục chín lần giành chiến thắng và đoạt chức Vô địch cá nhân trước bốn vòng đua. Anh chiến thắng với 123 điểm, 58 điểm hơn người về tiếp sau là Coulthard. Một kỷ lục khác của mùa giải được lập tại Grand Prix Canada, khi Schumacher về thứ hai sau em trai Ralf, vì thế đây là lần duy nhất trong lịch sử Công thức 1 khi thắng lợi 1–2 thuộc về hai anh em trai; và Grand Prix Bỉ khi Schumacher giành chiến thắng thứ 52 trong sự nghiệp, phá vỡ kỷ lục về số thắng lợi trong toàn sự nghiệp của Alain Prost.
Mùa giải 2002, Schumacher lái chiếc Ferrari F2002, được nhiều người coi là một trong những chiếc xe đua tốt nhất Công thức 1 để bảo vệ chức vô địch.
Tại Grand Prix Áo đồng đội của anh, Rubens Barrichello dẫn đầu cho tới những mét cuối cùng của đường đua, và tuân theo huấn lệnh, giảm tốc nhường Schumacher chiến thắng.
Với chiến thắng cá nhân anh đã đạt kỷ lục ngang với Juan Manuel Fangio với năm chức vô địch. Ferrari giành thắng lợi 15 trong 17 chặng đua, và Schumacher giành thắng lợi trước sau vòng đấu. Schumacher đã tự phá kỷ lục của chính mình, cùng với Nigel Mansell, với chín chiến thắng trong một mùa giải, khi giành chiến thắng mười một lần và trong mọi cuộc đua đều có mặt trên podium. Anh kết thúc mùa giải với 144 điểm, hơn người tiếp sau, đồng đội Rubens Barrichello 67 điểm, một kỷ lục. Hai tay lái này đã giành chiến thắng 1-2 tại 9 trong số 17 chặng.

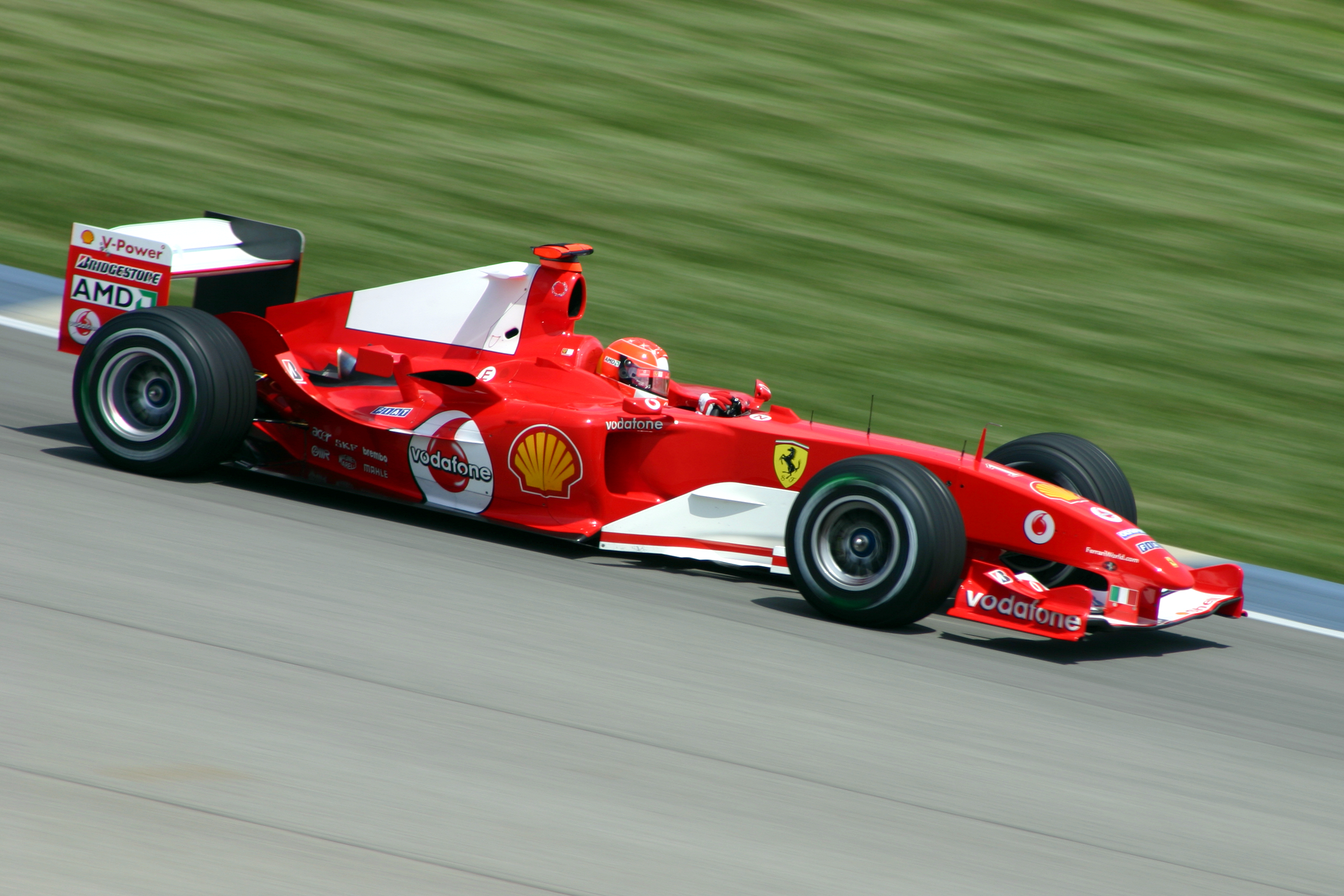
Schumacher tại Indianapolis năm 2004, nơi anh giành chiến thắng Grand Prix Mỹ năm 2004.

Schumacher đã phá vỡ kỷ lục năm chức vô địch cá nhân của Juan Manuel Fangio khi giành chiến thắng lần thứ sáu ở mùa giải năm 2003, một mùa giải có mức cạnh tranh cao hơn. Cuộc đua lớn nhất một lần nữa diễn ra với các đội McLaren Mercedes và Williams BMW. Ở chặng đầu tiên, Schumacher trượt khỏi đường đua, và trong hai chặng tiếp theo đều bị va chạm. Anh kém Kimi Räikkönen 1 điểm. Schumacher giành chiến thắng tại Grand Prix San Marino và hai chặng đua tiếp theo, giảm khoảng cách với Räikkönen còn 2 điểm. Bên cạnh chiến thắng của Schumacher tại Canada, chiến thắng của Barrichello tại Anh, giai đoạn giữa mùa giải là khoảng thời gian thống trị của các tay đua đội Williams Ralf Schumacher và Juan Pablo Montoya, mỗi người đều đoạt hai chiến thắng. Sau Grand Prix Hungary, Michael Schumacher dẫn trước Juan Pablo Montoya và Kimi Räikkönen chỉ một và hai điểm. Trước cuộc đua kế tiếp, FIA thông báo những thay đổi trong việc đo đạc chiều rộng lốp: điều này buộc Michelin, nhà cung cấp cho Williams và McLaren cùng nhiều đội khác phải nhanh chóng thay đổi thiết kế lốp của họ trước Grand Prix Italia. Schumacher, với những chiếc lốp của Bridgestone, giành chiến thắng hai chặng tiếp sau. Sau khi Montoya bị phạt tại Grand Prix Mỹ, chỉ Schumacher và Räikkönen tiếp tục cạnh tranh cho chức vô địch cá nhân. Ở vòng đua cuối cùng, Grand Prix Nhật Bản, Schumacher chỉ cần giành một điểm trong khi Räikkönen buộc phải giành chiến thắng. Về đích ở vị trí thứ tám, Schumacher có được một điểm đảm bảo chức Vô địch cá nhân lần thứ sáu, chấm dứt mùa giải với hai điểm hơn Räikkönen.
Mùa giải 2004, Schumacher lập kỷ lục với mười hai chiến thắng trong mười ba cuộc đua đầu tiên của mùa, chỉ một lần không thể về đích tại Monaco sau khi va chạm với Juan Pablo Montoya khi đoàn đua đang chạy sau xe an toàn khi anh đạp phanh hơi mạnh. Anh đã lập một kỷ lục với chức vô địch lần thứ bảy tại Grand Prix Bỉ. Anh kết thúc mùa giải với số điểm kỷ lục 148, 34 điểm hơn người đứng thứ hai đồng thời là đồng đội của anh Rubens Barrichello, và lập kỷ lục mới với 13 chiến thắng trong tổng số 18 chặng đua có cơ hội, vượt qua kỷ lục cũ của anh là 11 chiến thắng ở mùa giải 2002.

#### 2005–2006

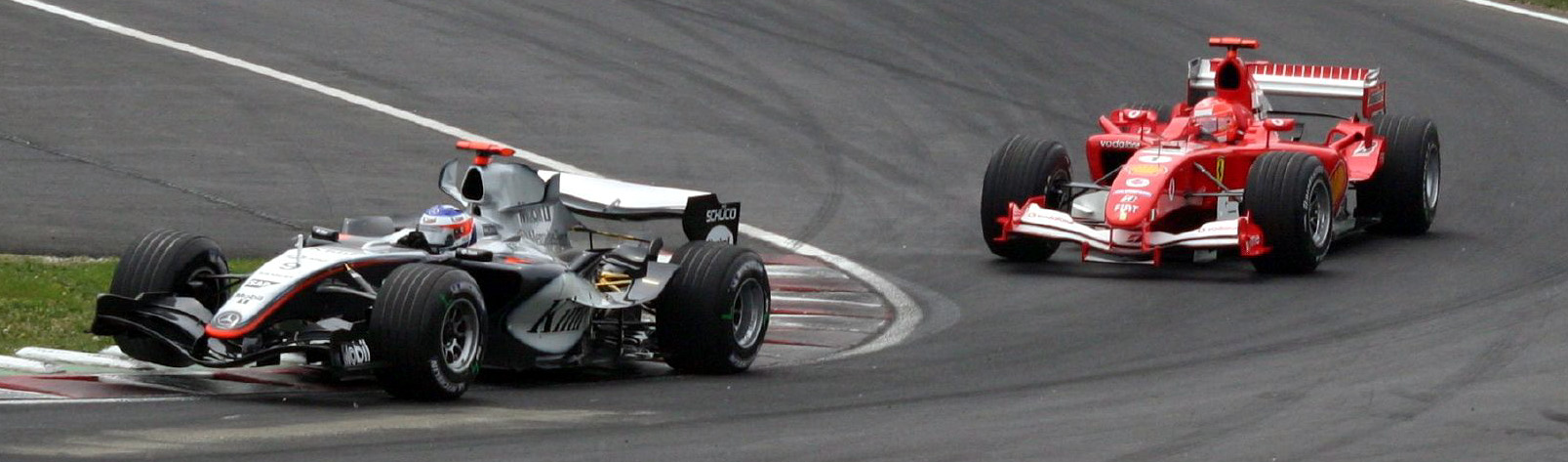
Schumacher cạnh tranh với Kimi Räikkönen tại Grand Prix Canada năm 2005.

Mùa giải 2005 chiến thắng duy nhất của Schumacher diễn ra tại Grand Prix Mỹ. Trước cuộc đua này, những chiếc lốp của Michelin, được đa số các đội đua sử dụng, bị cho là gặp phải những vấn đề nghiêm trọng về an toàn. Khi FIA và các đội đua không thể tìm ra giải pháp, chỉ sáu tay đua của ba đội dùng lốp Bridgestone còn tiếp tục sau vòng đua xếp đội hình. Tuy nhiên, quy định đã thay đổi trong mùa giải 2005 và 2006 buộc lốp xe phải được sử dụng trong suốt chặng, khiến các đội dùng lốp Michelins có lợi thế hơn các đội dùng lốp Bridgestone như Ferrari. Thay đổi này là một phần trong nỗ lực nhằm loại trừ sự thống trị của Ferrari và khiến cuộc đua trở nên hấp dẫn hơn. Chưa tới nửa mùa giải, Schumacher đã nói rằng "Tôi không nghĩ tôi có thể tự tin vào mình trong cuộc đua này nữa. Nó cứ như là đang chiến đấu bằng loại vũ khí cùn.... Nếu vũ khí của bạn yếu kém như vậy bạn không có một cơ hội." Thời điểm đáng chú ý nhất của mùa giải với Schumacher là cuộc đua của anh với Fernando Alonso tại San Marino, nơi anh xuất phát ở vị trí thứ 13 và về đích chỉ 0.2 giây sau tay lái người Tây Ban Nha. Schumacher phải bỏ cuộc ở sáu trong số 19 chặng. Anh kết thúc mùa ở vị trí thứ ba với 62 điểm, chưa bằng một nửa số điểm của nhà vô địch Alonso.
2006 là mùa giải cuối cùng trong sự nghiệp đua xe của Schumacher. Sau ba chặng đua, Schumacher có 11 điểm và đã ở sau Alonso 17 điểm. Anh giành chiến thắng hai chặng tiếp sau, những chiến thắng đầu tiên của anh sau 18 tháng, không tính cuộc đua bị tẩy chay tại Grand Prix Mỹ năm 2005. 
Schumacher bị tước vị trí pole tại Grand Prix Monaco và phải bắt đầu cuộc đua ở khu vực kỹ thuật. Anh bị hình phạt này vì đã dừng xe chắn một phần đường đua khi Alonso đang ở vòng đua phân hạng; tuy nhiên Schumacher vẫn tiến lên được vị trí thứ 5 trên đường đua khét tiếng chật hẹp này.
Tới Grand Prix Canada, chặng đua thứ chín của mùa, anh ở sau Alonso 25 điểm, và ba thắng lợi liên tiếp sau đó đã giúp anh giảm khoảng cách còn 11 điểm. Sau những thắng lợi tại Italy (khi Alonso gặp trục trặc động cơ) và Trung Quốc, khi Alonso gặp vấn đề về lốp, Schumacher lần đầu tiên chiếm vị trí đầu tiên trên bảng xếp hạng cá nhân của mùa giải. Dù Alonso có cùng số điểm, Schumacher được xếp trước vì anh đã giành nhiều chiến thắng hơn. 

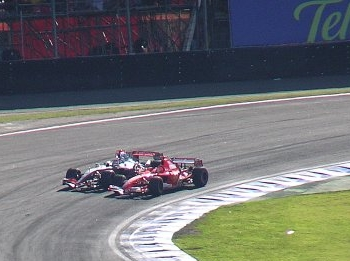
Schumacher vượt qua Kimi Räikkönen khi chỉ còn ba vòng là cuộc đua kết thúc tại Interlagos, dù trước đó xuất phát ở vị trí 19.

Schumacher dẫn đầu Grand Prix Nhật Bản cho tới lúc cuộc đua chỉ còn 16 vòng, khi, lần đầu tiên từ Grand Prix Pháp năm 2000, động cơ xe của Schumacher gặp vấn đề. Alonso giành chiến thắng khiến anh lại dẫn 10 điểm trong cuộc đua cá nhân. Với chỉ một chặng đua còn lại, Schumacher chỉ có thể giành chức vô địch nếu anh giành chiến thắng cuối cùng và Alonso không có điểm nào.
Trước Grand Prix Brazil, cuộc đua cuối cùng trong sự nghiệp của mình, Schumacher thừa nhận chức vô địch đã thuộc về Alonso. Trong những nghi lễ trước cuộc đua, huyền thoại bóng đá Pelé đã tặng Schumacher một món quà vì những cống hiến của anh cho môn Công thức 1. Trong cuộc đua phân hạng, Schumacher có thành tích tốt nhất trong số các tay đua trong suốt cả hai mùa giải, nhưng vì một vấn đề về áp lực nhiên liệu khiến anh không thể hoàn thành một vòng ở vòng đua xếp hạng thứ ba và phải xuất phát ở vị trí thứ mười. Ban đầu cuộc đua Schumacher leo lên vị trí thứ sáu. Tuy nhiên, khi vượt qua người đồng đội của Alonso là Giancarlo Fisichella, lốp chiếc xe của Schumacher bị xé rách khi va chạm vào cánh trước chiếc xe của Fisichella. Schumacher phải vào pit và rơi xuống vị trí 19, sau người đồng đội và cũng là người đang dẫn đầu cuộc đua Felipe Massa tới 70 giây. Schumacher trở lại và vượt qua cả Fisichella cùng Räikkönen để giành vị trí thứ tư. Màn trình diễn của anh được miêu tả trong cuộc họp báo là "anh hùng", an "utterly breath-taking drive", and a "performance that ... sums up his career".

### Giải nghệ
Trong khi Schumacher còn đang trên bục podium sau chiến thắng tại Grand Prix Italia năm 2006, Ferrari đã ra một thông cáo báo chí nói rằng anh sẽ nghỉ đua sau mùa giải 2006. Schumacher confirmed his retirement in the post-race press conference. Bản thông cáo nói rằng Schumacher sẽ tiếp tục làm việc cho Ferrari. Ngày 29 tháng 10 năm 2006 mọi người mới rõ Ferrari muốn Schumacher làm trợ lý cho vị CEO mới được chỉ định là Jean Todt. Hành động này sẽ có ảnh hưởng trên việc lựa chọn những tay đua tương lai của đội. Sau thông báo của Schumacher, các khuôn mặt chủ chốt trong môn Công thức 1 như Niki Lauda và David Coulthard đã tung hô anh là tay lái vĩ đại nhất trong lịch sử môn Công thức 1. Các tifosi và báo chí Italia, những người luôn cho Schumacher là nhân vật có cá tính lạnh, đã bày tỏ tình cảm trước quyết định nghỉ hưu của anh.

### Vinh dự
Để ghi nhận sự đóng góp của anh cho môn đua xe Công thức 1 Nürburgring đã đổi tên các góc cua thứ 8 và 9 (Audi và Shell Kurves) thành Schumacher S. Trong một hành động tương tự để vinh danh Schumacher, anh đã được trao một Huy chương Vàng của FIA về Thể thao Tốc độ (Motor Sport) năm 2006.
Năm sau đó Liên đoàn Bóng đá Thuỵ Sĩ đã chỉ định Schumacher làm đại sứ của Thuỵ Sĩ tại giải Vô địch Bóng đá châu Âu năm 2008. Một tháng sau anh được đội A1 Đức trao kỷ niệm chương World Cup tại lễ trao giải A1GP World Cup của Motorsport năm 2007. Anh đã được đám đông khán giả tung hô khi xuất hiện trên khán đài.
Schumacher cũng đã từng được vinh danh khi còn thi đấu. Anh đã giành Giải Nhân vật thể thao Thế giới trong năm của Laureus hai lần, vào năm 2002 và 2004 vì thành tích tại các mùa giải 2001 và 2003. Anh cũng đã được xếp hạng ứng cử viên cho giải thưởng các năm 2001, 2003, 2005 và 2007. Trong lịch sử, chưa ai từng được đề cử nhận giải nhiều hơn Schumacher với tổng cộng 7 lần.

### Mũ bảo hiểm

Những chiếc mũ bảo hiểm của Schumacher trong các mùa giải và.

Schumacher cùng với Schuberth đã phát triển chiếc mũ bảo hiểm nhẹ bằng carbon đầu tiên. Năm 2004, một nguyên mẫu đã được giới thiệu và thử nghiệm khi bị một chiếc xe tăng cán qua; nó không hề hấn gì. Chiếc mũ giúp tay đua luôn mát nhờ các ống thông khí trực tiếp dẫn tới năm mươi lỗ.
Trên chiếc mũ bảo hiểm của Schumacher có các màu của quốc kỳ Đức và hình ảnh lôgô nhà tài trợ của anh. Ở trên cùng là một vòng tròn màu xanh với các đường hình sao trắng. Sau khi Schumacher gia nhập Ferrari, một chú ngựa chồm chân được thêm vào phía sau. Năm 2000 để phân biệt với người đồng đội mới là Rubens Barrichello, Schumacher đã thay đổi màu xanh ở phía trên cùng một số khoảng trắng thành màu đỏ. Trong cuộc đua Grand Prix cuối cùng của mình, Schumacher đội một chiếc mũ đặc biệt với những cái tên của chín mốt chiến thắng Grand Prix của anh.

## Những tranh cãi và chỉ trích
Trong sự nghiệp dài của mình Schumacher đã liên quan tới nhiều vụ việc gây ra nhiều tranh cãi trái chiều. Schumacher đã bị truyền thông Anh phỉ báng vì sự liên quan của anh vào những vụ va chạm quyết định tới chức vô địch các năm 1994 và 1997. Báo chí Đức và Italia đã lên án mạnh những hành động của anh năm 1997.

### Những vụ va chạm liên quan tới chức vô địch
Trở về Grand Prix Australia năm 1994, cuộc đua cuối cùng của mùa giải 1994, Schumacher dẫn trước Damon Hill chỉ một điểm trên bảng xếp hạng cá nhân. Schumacher dẫn đầu cuộc đua từ đầu tới khi Hill đuổi sát anh. Ở vòng 35, Schumacher trượt khỏi đường đua, bánh bên phải xe anh chạm vào tường. Ta vẫn không biết liệu chiếc xe của Schumacher có bị hỏng hay không. Anh quay lại đường đua với tốc độ thấp hơn nhưng vẫn dẫn đầu. Ở góc cua tiếp theo, khi Hill tìm cách vượt bên trong khi Schumacher đang cua, Schumacher và Hill đã va chạm. Chiếc xe của Schumacher chồm lên. Hill ngay lập tức phải rời khỏi cuộc đua với những thiệt hại không thể sửa chữa. Và vì cả hai tay đua đều không giành điểm, Schumacher đoạt chức vô địch.
Tác gia người Anh Alan Henry đã viết rằng Schumacher bị "nhiều người trong giới F1" lên án vì vụ tai nạn. Ban lãnh đạo cuộc đua coi đó là một vụ tai nạn và không đưa ra hình phạt với bất kỳ tay đua nào. Trong cuốn tiểu sử năm 2007 về Schumacher James Allen cho rằng chủ tịch FIA Max Mosley cảm thấy rằng những thay đổi trong F1 sau mùa giải 1994 nếu được áp dụng từ trước thì chức vô địch đã phải được trao cho Hill.
Tại European Grand Prix năm 1997 tại Jerez, cuộc đua cuối cùng của mùa, Schumacher lại dẫn trước một tay đua khác, lần này là Jacques Villeneuve, với một điểm trên bảng xếp hạng. Dù Schumacher và Villeneuve cùng có thành tích như nhau ở cuộc đua phân hạng, tay đua Canada bắt đầu cuộc đua ở vị trí pole vì anh là người đầu tiên đạt thời gian đó. Ở góc cua đầu tiên của cuộc đua, Schumacher ở trước Villeneuve. Ở vòng 48, Villeneuve vượt Schumacher tại góc cua Dry Sac. Khi Villeneuve vượt, Schumacher lao vào chiếc Williams, bánh trước bên phải chiếc Ferrari của Schumacher chạm vào thành phía trái chiếc xe của Villeneuve. Schumacher ngay lập tức phải ngừng cuộc đua trong khi Villeneuve vẫn về được tới đích ở vị trí thứ ba, được bốn điểm và trở thành nhà vô địch.
Hai tuần sau cuộc đua, Schumacher bị loại khỏi bảng xếp hạng sau một cuộc họp kỷ luật của FIA cho rằng "cách xử lý đó là một phản ứng bản năng mặc dù không có toan tính hay chủ tâm. Đó là một lỗi nghiêm trọng." Việc này khiến anh trở thành tay đua duy nhất trong lịch sử môn thể thao bị loại khỏi Chức Vô địch. Schumacher chấp nhận phán quyết và thừa nhận đã mắc sai lầm.

### Các vụ việc khác
Hai vòng trước khi Grand Prix Anh năm 1998 kết thúc, Michael Schumacher đang dẫn đầu cuộc đua khi anh phải chịu hình phạt stop-and-go vì vượt xe khác khi đang có xe an toàn. Hình phạt này có nghĩa anh phải đi vào đường pit và dừng 10 giây. Nhưng bởi hình phạt được đưa ra khi chỉ còn chưa tới 12 vòng đua nữa, và bởi nó được đưa ra bằng văn bản, đội Ferrari đã nhầm lẫn giữa hình phạt stop and go hay chỉ đơn giản là việc cộng thêm 10 giây vào thành tích của anh. Ở vòng cuối cùng, Schumacher rẽ vào đường pit, vượt vạch xuất phát và chỉ khi ấy mới dừng 10 giây. Dù ban đầu có một số nghi ngờ về việc anh có đáp ứng các đòi hỏi của hình phạt hay không, chiến thắng của Schumacher vẫn được công nhận.
Cùng trong mùa giải đó, sau một vụ va chạm khi đang tìm cách vượt David Coulthard tại Grand Prix Bỉ, Schumacher lao vào garage của đội McLaren và to tiếng buộc tội Coulthard tìm cách giết anh.

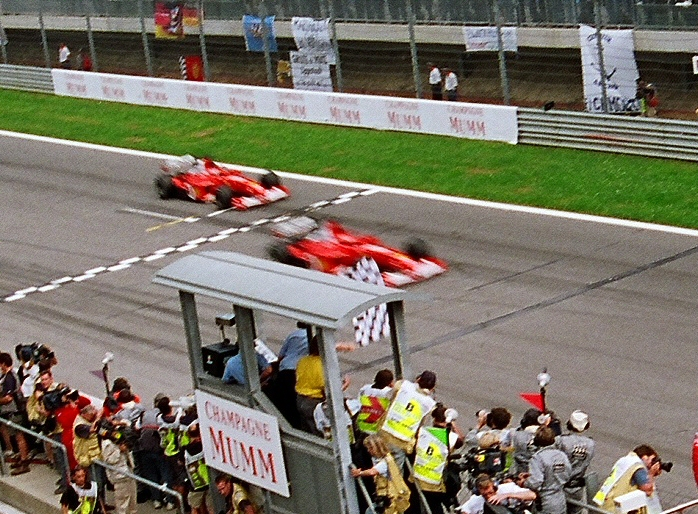
Rubens Barrichello nhường đường cho Schumacher ở cuối Grand Prix Áo năm 2002.

Theo truyền thống, các huấn lệnh của đội phải luôn được cho phép trong Công thức 1. Trong thời gian Schumacher ở Ferrari, đội này thường dùng huấn lệnh của mình để tạo ưu thế cho một tay đua. Thường thường, Schumacher, tay lái chính, luôn được ưu tiên. Một lần ngoại trừ nổi tiếng là tại mùa giải 1999 khi anh thực hiện vai trò hỗ trợ cho Eddie Irvine sau khi đã bỏ lỡ một phần mùa giải vì bị gãy chân. Tuy nhiên, tại Grand Prix Áo năm 2002, đồng đội của Schumacher, Rubens Barrichello, giành pole và dẫn đầu cuộc đua từ lúc xuất phát. Ở những mét cuối cùng, tay lái người Brazil, theo lệnh của đội Ferrari, đã giảm tốc độ nhường đường cho Schumacher vượt qua. Điều này đã khiến các fan hâm mộ theo dõi cuộc đua nổi giận. Ở lễ trao giải, Schumacher đẩy Barrichello lên bục cao nhất, và vì hành động này, đội Ferrari bị phạt 1 triệu dollar. Khoảng cuối mùa giải tại Grand Prix Mỹ năm 2002, Schumacher đã để Barrichello vượt qua trong một trường hợp tương tự, gây nên sự phẫn nộ. FIA sau này đã cấm "Các huấn lệnh của đội gây ảnh hưởng tới kết quả cuộc đua".
Dù Schumacher giành pole trong cuộc đua phân hạng tại Grand Prix Monaco năm 2006, đã có cuộc tranh cãi ở cuối chặng. Schumacher đã dừng xe ở góc Rascasse, chắn một phần đường đua, trong khi đối thủ chính giành danh hiệu mùa giải của anh, Fernando Alonso, đang ở vòng chạy phân hạng. Schumacher nói rằng anh chỉ đơn giản bị kẹt bánh khi vào cua và chiếc xe bị chết cứng khi anh tìm cách lùi ra. Alonso tin rằng đáng ra anh phải giành pole nếu sự việc không xảy ra. Schumacher sau đó bị ban lãnh đạo cuộc đua tước vị trí pole và phải xuất phát từ khu vực kỹ thuật.

## Gia đình và cuộc sống ngoài đường đua
Em trai Schumacher, Ralf hiện cũng là một tay đua Công thức 1.
Vào tháng 8 năm 1995, Michael cưới Corinna Betsch. Họ có hai con, Gina-Maria (sinh năm 1997) và Mick (sinh năm 1999). Anh là người luôn giữ kín đời sống gia đình và được biết tới là người không thích các cuộc lễ hội ồn ào, chỉ muốn một cuộc sống đơn giản. Gia đình họ hiện sống tại Gland, Thuỵ Sĩ, gần Hồ Geneva. Năm 2007 họ sẽ chuyển tới một ngôi nhà mới trị giá $50M, rộng 7000 ft² (650 m²) với garage ngầm và trạm bơm xăng riêng, cùng với một bãi tắm tư trên Hồ Geneva. Một trong những sở thích của anh là cưỡi ngựa.
Năm 2005 tạp chí Eurobusiness xếp hạng Schumacher là nhà thể thao đầu tiên là tỷ phú. Lương năm 2004 của anh được ước tính khoảng 80 triệu dollar. Tạp chí Forbes xếp anh ở vị trí 17 trong danh sách "Người nổi tiếng nhiều quyền lực nhất" của họ. Một phần quan trọng tài sản của anh có từ việc quảng cáo. Ví dụ, Deutsche Vermögensberatung trả anh $8 triệu trong ba năm kể từ năm 1999 để mang một dải quảng cáo rộng 10 x 8 centimét trên chiếc mũ lưỡi trai sau cuộc đua. The deal was extended until 2010. Anh đã tặng $10 triệu sau trận Động đất Ấn Độ Dương năm 2004. Số tiền hiến tặng của anh vượt hơn nhiều nhân vật thể thao, đa số các liên đoàn thể thao, nhiều công ty đa quốc gia và thậm chí là cả một số quốc gia.
Schumacher chơi bóng đá cho đội bóng địa phương FC Echichens. Anh đã xuất hiện tại nhiều trận đấu từ thiện và đã tổ chức nhiều trận đấu giữa các tay đua Công thức 1.
Schumacher là một đại sứ của UNESCO và đã quyên tặng 1.5 triệu Euro cho tổ chức này. Ngoài ra, anh đã trả tiền xây dựng một ngôi trường cho trẻ em nghèo và cải thiện đời sống dân vùng Dakar, Senegal. Anh hỗ trợ một bệnh viện cho các nạn nhân trẻ em của cuộc chiến tại Sarajevo, đặc biệt chuyên về khuyết tật tay chân. Tại Lima, Peru anh tài trợ "Cung điện cho Người nghèo", một trung tâm giúp trẻ em vô gia cư đường phố được tiếp cận với giáo dục, quần áo, thực phẩm, y tế và nơi cư ngụ. Anh nói rằng sự quan tâm của anh vừa là tình yêu với trẻ em vừa bởi thực tế những vấn đề này ít nhận được sự quan tâm của mọi người. Tuy con số tiền anh đã quyên góp trong suốt cuộc đời chưa được tiết lộ, nhưng trong bốn năm cuối của sự nghiệp đua xe, anh đã góp ít nhất 50 triệu dollar.
Bởi anh có tham gia vào một chiến dịch an toàn giao thông của FIA châu Âu, như một phần hình phạt sau vụ va chạm tại Grand Prix European năm 1997, Schumacher đã tiếp tục hỗ trợ các chiến dịch khác như Make Roads Safe, dưới sự chỉ đạo của FIA Foundation và kêu gọi các quốc gia G8 cùng Liên hiệp quốc coi những vụ tai nạn trên đường giao thông là một vấn đề sức khoẻ lớn toàn cầu.
Schumacher đã lồng giọng cho một chiếc Rosso Corsa Ferrari F430 trong bộ phim Cars của Disney-Pixar's. Đầu tháng 3 năm 2006, có thông báo rằng Schumacher sẽ đóng một vai phụ trong bộ phim Asterix at the Olympic Games. Schumacher vẫn đóng vai trò điều phối viên thể thao tại Ferrari, tuy nhiên một số người coi đó là chức vụ cố vấn cho người đồng đội cũ, Felipe Massa. Massa đã có mùa giải tốt nhất của mình năm 2007 và điều này có thể liên quan tới việc anh đã làm cùng Schumacher.
Con trai anh, Mick Schumacher, sẽ gia nhập đường đua F1 từ mùa giải 2021 với đội đua Haas.

## Các kết quả
(key) (Những cuộc đua in đậm là vị trí pole; những cuộc đua in ‘’nghiêng’’ là vòng nhanh nhất)
| Năm  | Đội                         | Chassis          | Động cơ     | 1       | 2     | 3       | 4       | 5       | 6       | 7       | 8       | 9       | 10      | 11      | 12      | 13      | 14      | 15      | 16      | 17      | 18    | 19      | WDC  | Điểm |
| ---- | --------------------------- | ---------------- | ----------- | ------- | ----- | ------- | ------- | ------- | ------- | ------- | ------- | ------- | ------- | ------- | ------- | ------- | ------- | ------- | ------- | ------- | ----- | ------- | ---- | ---- |
| 1991 | Team 7UP Jordan             | Jordan 191       | Ford V8     | USA -   | BRA - | SMR -   | MON -   | CAN -   | MEX -   | FRA -   | GBR -   | GER -   | HUN -   | BEL Ret |         |         |         |         |         |         |       |         | 14th | 4    |
| 1991 | Camel Benetton Ford         | Benetton B191    | Ford V8     |         |       |         |         |         |         |         |         |         |         |         | ITA 5   | POR 6   | ESP 6   | JPN Ret | AUS Ret |         |       |         | 14th | 4    |
| 1992 | Camel Benetton Ford         | Benetton B191B   | Ford V8     | RSA 4   | MEX 3 | BRA 3   |         |         |         |         |         |         |         |         |         |         |         |         |         |         |       |         | 3rd  | 53   |
| 1992 | Camel Benetton Ford         | Benetton B192    | Ford V8     |         |       |         | ESP 2   | SMR Ret | MON 4   | CAN 2   | FRA Ret | GBR 4   | GER 3   | HUN Ret | BEL 1   | ITA 3   | POR 7   | JPN Ret | AUS 2   |         |       |         | 3rd  | 53   |
| 1993 | Camel Benetton Ford         | Benetton B193    | Ford V8     | RSA Ret | BRA 3 |         |         |         |         |         |         |         |         |         |         |         |         |         |         |         |       |         | 4th  | 52   |
| 1993 | Camel Benetton Ford         | Benetton B193B   | Ford V8     |         |       | EUR Ret | SMR 2   | ESP 3   | MON Ret | CAN 2   | FRA 3   | GBR 2   | GER 2   | HUN Ret | BEL 2   | ITA Ret | POR 1   | JPN Ret | AUS Ret |         |       |         | 4th  | 52   |
| 1994 | Mild Seven Benetton Ford    | Benetton B194    | Ford V8     | BRA 1   | PAC 1 | SMR 1   | MON 1   | ESP 2   | CAN 1   | FRA 1   | GBR DSQ | GER Ret | HUN 1   | BEL DSQ | ITA     | POR     | EUR 1   | JPN 2   | AUS Ret |         |       |         | 1st  | 92   |
| 1995 | Mild Seven Benetton Renault | Benetton B195    | Renault V10 | BRA 1   | ARG 3 | SMR Ret | ESP 1   | MON 1   | CAN 5   | FRA 1   | GBR Ret | GER 1   | HUN Ret | BEL 1   | ITA Ret | POR 2   | EUR 1   | PAC 1   | JPN 1   | AUS Ret |       |         | 1st  | 102  |
| 1996 | Scuderia Ferrari            | Ferrari F310     | Ferrari V10 | AUS Ret | BRA 3 | ARG Ret | EUR 2   | SMR 2   | MON Ret | ESP 1   | CAN Ret | FRA DNS | GBR Ret | GER 4   | HUN 9   | BEL 1   | ITA 1   | POR 3   | JPN 2   |         |       |         | 3rd  | 59   |
| 1997 | Scuderia Ferrari Marlboro   | Ferrari F310B    | Ferrari V10 | AUS 2   | BRA 5 | ARG Ret | SMR 2   | MON 1   | ESP 4   | CAN 1   | FRA 1   | GBR Ret | GER 2   | HUN 4   | BEL 1   | ITA 6   | AUT 6   | LUX Ret | JPN 1   | EUR Ret |       |         | DSQ* | 78   |
| 1998 | Scuderia Ferrari Marlboro   | Ferrari F300     | Ferrari V10 | AUS Ret | BRA 3 | ARG 1   | SMR 2   | ESP 3   | MON 10  | CAN 1   | FRA 1   | GBR 1   | AUT 3   | GER 5   | HUN 1   | BEL Ret | ITA 1   | LUX 2   | JPN Ret |         |       |         | 2nd  | 86   |
| 1999 | Scuderia Ferrari Marlboro   | Ferrari F399     | Ferrari V10 | AUS 8   | BRA 2 | SMR 1   | MON 1   | ESP 3   | CAN Ret | FRA 5   | GBR DNS | AUT     | GER     | HUN     | BEL     | ITA     | EUR     | MAL 2   | JPN 2   |         |       |         | 5th  | 44   |
| 2000 | Scuderia Ferrari Marlboro   | Ferrari F1-2000  | Ferrari V10 | AUS 1   | BRA 1 | SMR 1   | GBR 3   | ESP 5   | EUR 1   | MON Ret | CAN 1   | FRA Ret | AUT Ret | GER Ret | HUN 2   | BEL 2   | ITA 1   | USA 1   | JPN 1   | MAL 1   |       |         | 1st  | 108  |
| 2001 | Scuderia Ferrari Marlboro   | Ferrari F2001    | Ferrari V10 | AUS 1   | MAL 1 | BRA 2   | SMR Ret | ESP 1   | AUT 2   | MON 1   | CAN 2   | EUR 1   | FRA 1   | GBR 2   | GER Ret | HUN 1   | BEL 1   | ITA 4   | USA 2   | JPN 1   |       |         | 1st  | 123  |
| 2002 | Scuderia Ferrari Marlboro   | Ferrari F2002    | Ferrari V10 | AUS 1   | MAL 3 | BRA 1   | SMR 1   | ESP 1   | AUT 1   | MON 2   | CAN 1   | EUR 2   | GBR 1   | FRA 1   | GER 1   | HUN 2   | BEL 1   | ITA 2   | USA 2   | JPN 1   |       |         | 1st  | 144  |
| 2003 | Scuderia Ferrari Marlboro   | Ferrari F2003-GA | Ferrari V10 | AUS 4   | MAL 6 | BRA Ret | SMR 1   | ESP 1   | AUT 1   | MON 3   | CAN 1   | EUR 5   | FRA 3   | GBR 4   | GER 7   | HUN 8   | ITA 1   | USA 1   | JPN 8   |         |       |         | 1st  | 93   |
| 2004 | Scuderia Ferrari Marlboro   | Ferrari F2004    | Ferrari V10 | AUS 1   | MAL 1 | BHR 1   | SMR 1   | ESP 1   | MON Ret | EUR 1   | CAN 1   | USA 1   | FRA 1   | GBR 1   | GER 1   | HUN 1   | BEL 2   | ITA 2   | CHN 12  | JPN 1   | BRA 7 |         | 1st  | 148  |
| 2005 | Scuderia Ferrari Marlboro   | Ferrari F2004M   | Ferrari V10 | AUS Ret | MAL 7 |         |         |         |         |         |         |         |         |         |         |         |         |         |         |         |       |         | 3rd  | 62   |
| 2005 | Scuderia Ferrari Marlboro   | Ferrari F2005    | Ferrari V10 |         |       | BHR Ret | SMR 2   | ESP Ret | MON 7   | EUR 5   | CAN 2   | USA 1   | FRA 3   | GBR 6   | GER 5   | HUN 2   | TUR Ret | ITA 10  | BEL Ret | BRA 4   | JPN 7 | CHN Ret | 3rd  | 62   |
| 2006 | Scuderia Ferrari Marlboro   | Ferrari 248 F1   | Ferrari V8  | BHR 2   | MAL 6 | AUS Ret | SMR 1   | EUR 1   | ESP 2   | MON 5   | GBR 2   | CAN 2   | USA 1   | FRA 1   | GER 1   | HUN 8   | TUR 3   | ITA 1   | CHN 1   | JPN Ret | BRA 4 |         | 2nd  | 121  |

* Schumacher bị loại khỏi bảng xếp hạng tay đua năm 1997 vì anh đã gây ra một tai nạn có thể tránh được tại Grand Prix châu Âu với Villeneuve. Tổng số điểm, nếu được tính, sẽ khiến anh trở thành tay đua xếp hạng thứ hai của năm.

## Các kỷ lục Công thức 1
Tới cuối Mùa giải Công thức 1 năm 2006, Michael Schumacher giữ những kỷ lục F1 sau:
|    | Kỷ lục                                                                   | Số lượng                                                   |
| -- | ------------------------------------------------------------------------ | ---------------------------------------------------------- |
| 1  | Danh hiệu vô địch                                                        | 7 (1994, 1995, 2000, 2001, 2002, 2003, 2004)               |
| 2  | Danh hiệu liên tiếp                                                      | 5 (2000–2004)                                              |
| 3  | Chiến thắng chặng                                                        | 91                                                         |
| 4  | Chiến thắng liên tục                                                     | 7 (2004, Europe–Hungary)                                   |
| 5  | Chiến thắng với một đội đua                                              | 72 (Ferrari)                                               |
| 6  | Chiến thắng ở cùng một GP                                                | 8 (Pháp)                                                   |
| 7  | Chiến thắng tại các GP khác nhau                                         | 22                                                         |
| 8  | Khoảng thời gian dài nhất giữa thắng lợi đầu tiên và thắng lợi cuối cùng | 14 năm, 1 tháng và 2 ngày                                  |
| 9  | Đứng thứ hai                                                             | 43                                                         |
| 10 | Podium (Top 3)                                                           | 154                                                        |
| 11 | Giành podium liên tục                                                    | 19 (Mỹ 2001–Nhật 2002)                                     |
| 12 | Điểm về đích                                                             | 190                                                        |
| 13 | Vòng dẫn đầu                                                             | 4741 (22,155 km)                                           |
| 14 | Vị trí pole                                                              | 68                                                         |
| 15 | Xuất phát ở hàng đầu                                                     | 115                                                        |
| 16 | Vòng nhanh nhất                                                          | 76                                                         |
| 17 | Kép (Pole và vô địch)                                                    | 40                                                         |
| 18 | Perfect Score (Pole, vòng nhanh nhất và vô địch)                         | 22                                                         |
| 19 | Điểm                                                                     | 1,369                                                      |
| 20 | Về đích liên tục                                                         | 24 (Hungary 2001–Malaysia 2003)                            |
| 21 | Points in a season for vice-champion                                     | 121 (From 180) (2006)                                      |
| 22 | Wins in a season for vice-champion                                       | 7 (2006)                                                   |
| 23 | Chiến thắng tại Indy (Any racing class)                                  | 5                                                          |
| 24 | Chiến thắng tại Monza (Formula One)                                      | 5                                                          |
| 25 | Chiến thắng trong một mùa giải                                           | 13 (2004)                                                  |
| 26 | Vòng nhanh nhất trong một mùa giải                                       | 10 (2004)                                                  |
| 27 | Điểm ghi được trong một mùa                                              | 148 (2004)                                                 |
| 28 | Nhiều lần giành podium nhất trong một mùa                                | 17 (100%) (2002)                                           |
| 29 | Vô địch với nhiều vòng còn nhất                                          | 6 (2002)                                                   |
| 30 | Năm dài nhất giữa hai chiến thắng                                        | 15 (1992–2006)                                             |
| 31 | Ngày giữ chức vô địch dài nhất                                           | 1813 (từ mùng 8 tháng 10 năm 2000 tới 25 tháng 9 năm 2005) |

^  Kỷ lục chung với Alberto Ascari (Grand Prix Bỉ 1952–Grand Prix Argentine năm 1953)
^  Kỷ lục chung với Kimi Räikkönen (2005) và Alain Prost (1984 và 1988)
^  Kỷ lục chung với Kimi Räikkönen (2005)

## Tái xuất F1

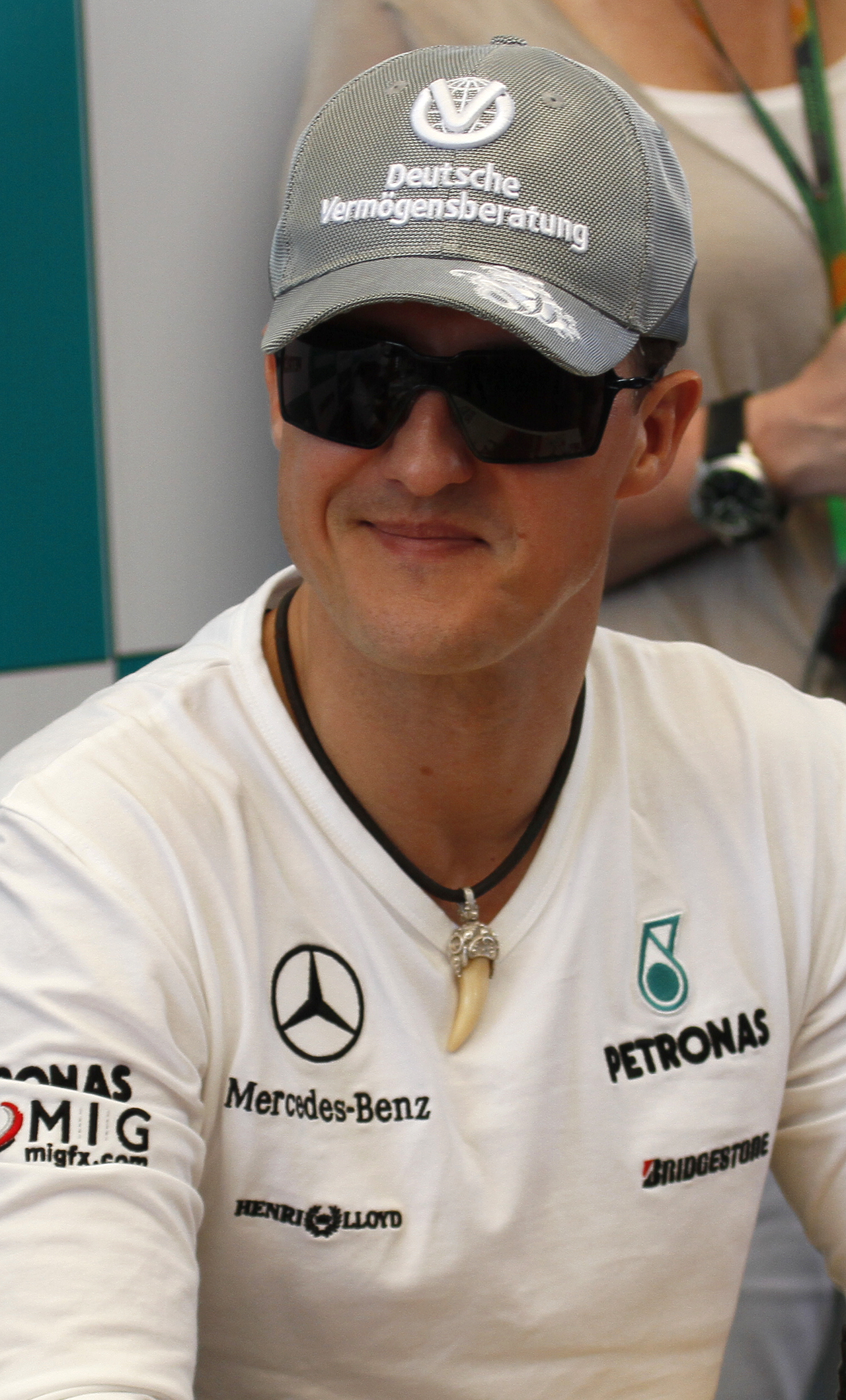
Michael Schumacher 2010 Malaysia

Năm 2010 Schumi quyết định tái xuất F1 trong màu áo Mercedes GP và là đồng đội của Nico Rosberg.Schumacher thừa hiểu rằng sẽ là một sự lạc quan quá đáng nếu như người hâm mộ kỳ vọng vào một chiến thắng của anh ngay ngày đầu tiên tái xuất. Trong gần 3 năm qua (từ tháng 10/2006), Schumacher không hề tham dự một cuộc đua F1 nào, dù chỉ là đua thử. Anh chỉ góp mặt ở giải đua… mô tô IDM Superbikes Series, và không thu được thành tích đáng kể. Giữa tháng Hai, thậm chí Schumacher còn bị chấn thương cổ sau khi ngã xe môtô ở một đường đua tại TBN. Sau mùa giải 2012, anh giải nghệ lần cuối.

## Bị tai nạn và hôn mê
Ngày 29/12/2013, Schumacher bị thương nặng sau buổi trượt tuyết ở Meribel(Pháp). 16/06/2014 Schumi xuất viện

## Sách
- Allen, James (1999). Michael Schumacher: Driven to Extremes. Bantam Books. ISBN 0-553-81214-9.
- Collings, Timothy (2004). The Piranha Club. Virgin Books. ISBN 0-7535-0965-2.
- Collings, Timothy (2005). Team Schumacher. Highdown. ISBN 1-905156-03-0.
- Domenjoz, Luc (2002). Michael Schumacher: Rise of a genius. Parragon. ISBN 0-75259-228-9.
- Henry, Alan (ed.) (1992). Autocourse 1992 - 93. Hazleton Publishing. ISBN 0-905138-96-1. {{Chú thích sách}}: |first= có tên chung (trợ giúp)
- Henry, Alan (1996). Wheel to Wheel: Great Duels of Formula One Racing. Weidenfeld Nicolson Illustrated. ISBN 0-7538-0522-7.
- Hilton, Christopher (2003). Michael Schumacher: The greatest of all. Haynes. ISBN 1-84425-044-X.
- Hilton, Christopher (2006). Michael Schumacher: The Whole Story. Haynes. ISBN 1-844250-08-3.
- Kehm, Sabine (2003). Michael Schumacher. Driving Force. Random House. ISBN 0-091894-352.
- Matchett, Steve (1995). Life in the Fast Lane: The Story of the Benetton Grand Prix Year. ISBN 0-297-81610-1.
- Matchett, Steve (1999). The Mechanic's Tale: Life in the Pit Lanes of Formula One. ISBN 0-7603-0754-7.
- Williams, Richard (1999). The Death of Ayrton Senna. Bloomsbury. ISBN 0-747544-956.